# Депортация кабардинцев
Депорта́ция кабарди́нцев — принудительное переселение в 1944 году из Кабардинской АССР в Джамбульскую и Южно-Казахстанскую области Казахской ССР около 2 тыс. кабардинцев. Депортация осуществлялась на основе приказа НКВД-НКГБ СССР от 25 мая 1944 года. Депортация не была в чистом виде этнической, так как выселялись не все кабардинцы, а только те, кто сотрудничал с немцами в период оккупации и члены семей кабардинцев, ушедших с немцами. Также от депортации освобождались пожилые люди (старше 70 лет), а также члены семей военнослужащих РККА.

## Предыстория
До войны по переписи 1939 года в Кабардино-Балкарской АССР проживали 152327 кабардинцев. В 1942 году большая часть Кабардино-Балкарской АССР была оккупирована немецко-румынскими войсками в два приема. В августе 1942 года были захвачены районы, населенные балкарцами. В октябре 1942 года была оккупирована центральная часть республики вместе с Нальчиком. В январе 1943 года вся республика была освобождена советскими войсками.
В период оккупации произошло возрождение ислама. Немцы поощряли открытие мечетей, регистрируя их, вручая общине документ и печать. Такая политика вызвала симпатии к немцам со стороны части мусульман на оккупированной территории, поскольку она контрастировала с массовым закрытием мечетей советскими властями в предшествовавшие годы. В Кабардино-Балкарской АССР немецкие власти настаивали на соблюдении верующими исламских обычаев. Так в Нальчикском районе все бургомистры за два дня до Курбан-байрама 1942 года получили указание от оккупационных властей о том, что все взрослое мужское население в обязательном порядке должно посетить богослужения в день «великого праздника Курман». По рекомендации оккупационных властей в декабре 1942 года в Нальчикском районе местные власти сделали пятницу выходным днем для мусульман, отметив, что по пятницам мусульмане должны посещать мечети.
После освобождения на территории Кабардино-Балкарской АССР была проведена зачистка от противников советской власти. В 1942—1943 годах на территории Кабардино-Балкарской АССР были арестованы за антисоветскую деятельность 1227 человек.
В марте 1944 года из Кабардино-Балкарской АССР были депортированы все балкарцы — 37103 человека. 8 апреля 1944 года Указом Президиум Верховного Совета СССР Кабардино-Балкарская АССР была переименована в Кабардинскую АССР. Эльбрус и Приэльбрусье были переданы Грузинской ССР.
20 мая 1944 года Л. П. Берия запросил у И. В. Сталина разрешение депортировать из Кабардинской АССР 2467 «немецких ставленников и вредителей».

## Порядок и результаты депортации
На основании приказа НКВД-НКГБ от 25 мая 1944 года из Кабардинской АССР выселяли следующих кабардинцев:
- «Активных немецких пособников, предателей, изменников»;
- Членов семей лиц, добровольно ушедших с отступившими немецкими войсками.

Не подлежали выселению кабардинцы старше 70 лет, а также родственники военнослужащих РККА.
Общая численность депортированных кабардинцев составила 2051 человек. Они были отправлены в две области Казахской ССР — Джамбульскую и Южно-Казахстанскую.
Депортированные кабардинцы получили статус спецпоселенцев. Всего по состоянию на 1 января 1953 года на учете значилось 1717 кабардинцев-спецпоселенцев, из которых фактически в наличии было 1672 человека.